# Lothar-Günther Buchheim
Lothar-Günther Buchheim (Weimar, 6 februari 1918 - Starnberg, 22 februari 2007) was een Duits schrijver, kunstschilder, uitgever en kunstverzamelaar. Hij is vooral bekend geworden door zijn roman Das Boot (1973), die een internationale succesroman werd.

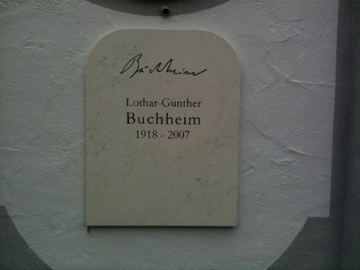
Graf van Buchheim

Buchheim werd geboren als tweede zoon van de schilderes Charlotte Buchheim. Hij groeide op in Chemnitz en werd beschouwd als schilderend wonderkind. In 1935 had hij zijn eerste tentoonstelling. In 1938 maakte Buchheim een kanotocht over de Donau, die resulteerde in zijn eerste boek. In 1939 en 1940 studeerde hij aan de kunstacademies te Dresden en München. Daarna werd hij oorlogsverslaggever.
Na 1945 begon Buchheim een galerie en een uitgeverij van kunstboeken. Hij gaf ook de Buchheim-Kunstkalender uit, die al snel een begrip werd. Buchheim was een specialist op het gebied van het expressionisme, schreef boeken over dit onderwerp, en verzamelde kunst van Duitse expressionisten. In 1968 begon hij weer te schilderen. In 1973 verscheen zijn roman Das Boot, gebaseerd op zijn belevenissen tijdens de Tweede Wereldoorlog als oorlogsverslaggever aan boord van de onderzeeboot U-96. Het boek werd een enorm succes, mede door de verfilming in 1981 door Wolfgang Petersen. Er werden miljoenen exemplaren van verkocht, en de roman werd in achttien talen vertaald.
In de jaren tachtig maakte Buchheim diverse reizen, en werden zijn werken wereldwijd tentoongesteld. In 1995 ontstond het plan voor een museum waarin de collectie-Buchheim kon worden ondergebracht. De politicus Edmund Stoiber zette zich hier voor in. In januari 1996 werd een wedstrijd uitgeschreven voor een ontwerp, en in 2001 werd het Museum der Phantasie in Bernried (Beieren) geopend. 
Lothar-Günther Buchheim werd op 6 februari 1992, op zijn 74ste verjaardag, tot ereburger van de stad Chemnitz benoemd. Hij overleed op 89-jarige leeftijd.